# Ryuto Kito
Ryuto Kito (紀藤 隆翔 Kito Ryuto?), född 14 augusti 1998 i Mie prefektur, är en japansk fotbollsspelare.
Kito började sin karriär 2019 i Giravanz Kitakyushu.